# Lamprotornis nitens
Lamprotornis nitens е вид птица от семейство Скорецови (Sturnidae).

## Разпространение
Видът е разпространен в Ангола, Ботсвана, Габон, Замбия, Зимбабве, Лесото, Мозамбик, Намибия, Свазиленд и Южна Африка.